# Adobe Photoshop Elements
Adobe Photoshop Elements је потрошачка верзија Adobe Photoshop рачунарског програма за обраду слика, усмерен на потрошаче из хобија и стога се продаје по нижој (1/6) цени од професионалне верзије. Иако је намењен хобистима овај програм садржи већину карактеристика професионалне верзије, али са мање и једноставнијим опцијама. Програм омогућава корисницима да праве, измене, организују и деле слике, све из истог производа. Adobe Photoshop Elements је члан Adobe Photoshop family породице производа компаније Adobe Systems Incorporated.

## Основни елементи
Простор је неопходан елемент за рад и може постојати као позитиван тј.као фигура и као негативан као позадина. Позитивни простор је попуњен простор, док је негативан празан или непопуњен. Линија служи за цртање, док фигуру образује затворена линија.